# GPM J1839−10
 (janvier 2024).
Magnétar
GPM J1839−10 est un magnétar à très longue période de rotation,, situé à environ 15 000 années-lumière de la Terre dans la constellation de l'Écu de Sobieski. Il a été découvert par une équipe de scientifiques de l'Université Curtin à l'aide du Murchison Widefield Array,. La recherche dans des archives d'observations de radiotélescopes, notamment le Giant Metrewave Radio Telescope et le Very Large Array, ont révélé des observations de l'objet remontant à 1988. À l'époque, la signature de l’objet est passée inaperçue car les scientifiques n’ont pas su rechercher son comportement inhabituel.

## Anomalie
La compréhension actuelle des étoiles à neutrons est qu’en dessous d’un certain taux de rotation, appelé « ligne de la mort », elles cessent d’émettre. Avec une rotation extrêmement lente d'environ vingt-deux minutes et une émission de rafales d'ondes radio d'une durée allant jusqu'à cinq minutes, GPM J1839−10 est une anomalie,,.